# Mimas marginalis
Mimas marginalis är en fjärilsart som beskrevs av Mecke. 1926. Mimas marginalis ingår i släktet Mimas och familjen svärmare. Inga underarter finns listade i Catalogue of Life.